# Vallónia
Vallónia vagyis a Vallon Régió (franciául Wallonie, németül Wallonien, vallonul Walonreye, hollandul Wallonië) Belgium francia többségi nyelvű déli része, az ország 3 régiójának egyike. A kétnyelvű Brüsszel fővárosi régióval együtt alkotja a Belgiumi Francia Közösséget.

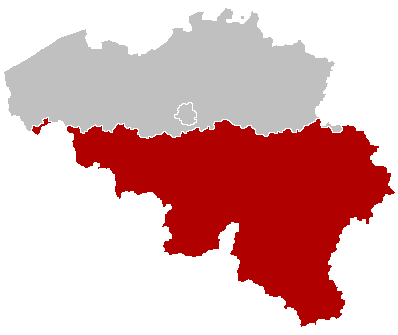
Vallónia elhelyezkedése Belgiumban

## Történelem
A 19. századig a mai Vallónia Németalföld sorsában osztozott. Belgium függetlenné válása után a nehézipar gyorsan fejlődött, Európa fontos iparvidékévé vált a terület. A század végére éles különbség alakult ki a katolikus, alapvetően még mindig mezőgazdasági jellegű Flandria és az iparosodott Vallónia között. Vallóniában gyorsan teret nyertek a liberális és szocialista irányzatok.
A XX. század első felétől kezdve a nehézipar jövedelmezősége romlani kezdett. Ezzel egy időben Flandria fejlődése gyorsult. Az 1960-as évekre Flandria lett Belgiumon belül a fejlettebb vidék. Ez a háttere a nyelvi és területi autonómia törekvések megjelenésének, majd megerősödésének. A nyelvi törekvések mellett fontos szerepük volt gazdasági megfontolásoknak is, annak a meggyőződésnek, hogy a gazdasági gondok megoldását a másik közösség jelenléte hátráltatja.

## Elhelyezkedés
A vallon régió, általános szóhasználatban Vallónia, egyike Belgium három régiójának.
E régió jelenti a lakosság harmadát és a terület 55%-át. A francia nyelvhasználat a meghatározó de vannak német nyelvközösségek a területen. Mint a többi régiónak, a Vallon Régiónak is van saját parlamentje és önkormányzata mely funkcióját a belga alkotmányban meghatározott keretek között látja el. Fővárosa Namur. Hivatalos nyelve a francia és a német.

## Földrajzi adottságok
A Vallon Régió területét a belga alkotmány pontosan meghatározza. „A Vallon Régió a következő provinciákból áll: Vallon-Brabant, Hainaut, Liège, Luxembourg és Namur.” Területe 16,844 km²-ével (Belgium 55,18%-a) Belgium déli részét foglalja el.
Továbbosztott 20 adminisztratív területre (arrondissements) és 262 településre.
Belgium alkotmányos rendszere saját választási és végrehajtási hatalmat adományoz a Vallon Régiónak, és a következő területeken ad illetékességből saját hatalmat:
- mezőgazdaság és vidéki felújítások
- terület- és városfejlesztés
- gazdaság és külkereskedelem
- foglalkoztatás és szakképzés
- környezet-, víz-, és természetvédelem
- lakásépítés
- helyi kormányhivatalok, szubvencionált munkák, sport, és infrastruktúra
- tudományos kutatás, új technológiák és energiahordozók
- külkapcsolatok
- egészségügy és szociális ügyek
- turizmus és kulturális örökségek
- regionális közlekedés, mobilizáció, és nyilvános munkák

## Jelképek
1988. július 15-től a Vallon Régiónak saját zászlaja, himnusza és nemzeti ünnepe van, jóllehet, ezek nem reprezentálják az egész nemzetet.
A zászló a "coq hardi de gueule sur fond d'or" – 1913-ban tervezte Pierre Paulus, és 1998 júliusában vették át. Ez a Francia Közösség zászlaja is, és ennek is megvan a nemzeti ünnepe, melyet szeptember 27-én tartanak. A himnusz :"Le chant de Wallons" – Vallónia dala- szerzője Theophile Bovy (1900), zeneszerzője Louis Hillier (1901), és 1998 augusztusában lett a vallonok himnusza.
Saját logója: vörös "W nyíl", szárán a "Vallon Régió" felirattal.

## Városok
A legnagyobb városok 2014-es népessége:
- Charleroi 204 670 (Agglomeráció : 425 000)
- Liège 197 013 (Agglomeráció 750 00)
- Namur 110 770 (Agglomeráció 308 300)
- Mons 93 367 (Agglomeráció 257 000)
- La Louviere 76 657
- Tournai 69 751
- Seraing 60 878
- Verviers 52 646
- Mouscron 51 866

## Politika
A Vallon Régió parlamentje egykamarás, 75 fővel. A tagokat 5 évre választják direkt általános választójoggal. A kormánynak a parlamenttel szemben elszámolási kötelezettsége van. A vallon parlament két funkciót gyakorol:
- megtárgyalja és elfogadja a jogszabályokat, és kezdeményezheti vitára bocsátásukat.
- ellenőrzi a vallon kormányt. Az ellenőrzés szavazás által történik.

A vallon kormányt a politikai többség adja. Az elnökkel együtt kilenc főt számlál. A 2007-es választás után a következőképp alakult a pártok parlamenti részvételi aránya:
- Parti Socialiste (szocialista párt) 34
- Mouvement Réformateur (liberális demokraták, mérsékelten jobboldali) 20
- Centre Démocrate Humaniste (volt keresztény párt) 14
- Front National ("nemzeti Front – nacionalista párt) 4
- Ecolo (zöldpárt) 3

A kormány vezetője, a miniszterelnök, 2005-ig Jean-Claude Van Cauwenberghe volt, ekkor Elio Di Rupo vette át helyét.

## Gazdaság
A vallon gazdaságban nagy fejlődés volt tapasztalható a 19. században, főképp a Liège és Charleroi régióban. Belgium volt akkoriban az első ország, melyet elért az iparosodás a korai 1800-as években, főleg az acéliparban és szénbányászatban. Mindkettő megtalálható volt Vallóniában. 1842-ben John Cockerill (1790-1840), brit befektető, megalapította a Cockerill-Sambre vállalatot, mely Európa egyik fő acélgyártójává vált. Raoul Warocqué (1870-1917), aki jövedelmezővé tette a Mariemont-i szénbányákat volt Belgium leggazdagabb embere.
A nehézipar ezen ágainak jövedelmezősége a 20. század első felében indult hanyatlásnak. Ennek nyomán az ipari aktivitás Belgium nyugati részére tolódott. Flandria csak az 1960-as években előzte meg Vallóniát a gazdasági fejlődésben, mikor az északi területek produktivitása Vallónia szintjére fejlődött. Az acélipar krízise fájdalmasan érintette a területet. Vallónia második helyre szorult Flandria mögött a gazdasági fejlődés területén. 2004-ben az egy főre eső GDP 27,356 Flandriában, és mindössze 19,858 Vallóniában.
Jelenleg a gazdaság meglehetősen diverzifikált. Bár bizonyos területek, különösen Charleroi környéke, és Liège még mindig az acélipar krízisétől szenvednek, magas – némely területen 20%-os – munkanélküliségi rátával. A gazdasági fejlődés előmozdítására nagy hangsúlyt fektetnek a politikai célkitűzésekben.
Az Ardennek területe a Meuse folyótól délre kedvelt turistacélpont gazdag kulturális öröksége miatt. Különösen Bastogne, Dianant, Durbuy, és a híres balneoterápiás fürdők.

## Tudomány és technológia
Vallónia számos tudományos és technológiai szervezetnek ad otthont.
- ARESA, klinikai kutatási ág
- Vallónia gépkocsi ágazata
- kerámia termékek ágazata
- ökoépületek
- FNRS Fonds National de la Recherche Scientifique
- Francqui Foundation
- ICT ágazat
- műtrágya gyártás
- szilárd hulladék
- közlekedési és logisztikai ág
- vallon légügy (EWA)
- vallon űrhajózás

Referencia
1. a belga alkotmány angol nyelven elérhető a kormány hivatalos weboldalán
2. Vallónia – Vallon Régió (Belgium). A világ zászlajai

## Demográfiai adatok és nyelv
A vallon régió Belgium déli részét foglalja el – 16,844 km²-es területen, és a következő tartományokból áll:
1. Vallon-Brabant
2. Hainaut
3. Liège
4. Luxembourg
5. Namur

Főbb városai:
- Liège
- Namur
- Charleroi
- Mons
- Tournai
- Verviers
- Arlon
- Bastogne
- Wavre
- Dinant
- Peruwel
- Eupen

A francia hivatalos nyelv egész Vallóniában. A német hivatalos regionális nyelv a tartományon belül kilenc keleti körzetben, melyek Németországhoz tartoztak 1918-ig és jelenleg a Német Nyelvű Közösséget alkotják. Néhány francia nyelvű közösségnek vannak hollandul vagy németül (vagy mindkét nyelven) igénybe vehető létesítményei. Egy, a Louvain-i Katolikus Egyetem által Louvain-La-Neuve-ben elkészített felmérés szerint (2006. június) a vallonok 19%-a beszél hollandul, míg a flamandok 59%-a franciául.
A Vallóniában beszélt francia nyelv ún. belga-francia. Ez a Franciaországban beszélt francia nyelvtől különböző mértékben térhet el a beszélő személyes adottságaitól függően. Az adminisztrációban és a médiában használatos francia azonos a franciaországival, a köznyelv néhány eltérése például számnevek esetén a 70 Belgiumban septante, 80 octante és a 90 nonante, míg az irodalmi franciában soixante-dix quatre-vingts, ill. quatre-vingts-dix stb.
1990-ben Belgiumban a champenois, gaumais, picard, és vallon nyelvjárásokat, mint langues d'oil, vagyis a franciához közelálló, de nem azonos nyelveket ismerték el.
A vallon és a pikard dialektus domináns volt a 20. század elejéig, a francia a felsőbb osztályok nyelve volt. A francia oktatás fejlődésével a dialektusok eltűnőfélben voltak. Jelenleg erőfeszítések történnek a vallon dialektus elterjesztésére: néhány iskola nyelvtanfolyamokat indít, néhány rádiós programot ezen a nyelven sugároznak, de a próbálkozások korlátozott mértékben hoztak változást.
Hozzávetőleg 70 000 ember él a német nyelvű közösségben, melyet Európa egyik legjobban védett közösségeként tartanak számon.

## Etimológia
A "Vallónia" tájnevet a gael vellaunos – "bátor" szóból is eredeztetik. A szó gyökere, "vella" a walesi "wallon" szó, mint a hős "Caswallon" nevének esetében.
Ugyanakkor sok germán helynév tartalmazza az idegen, külföldi jelentésű "Gal" vagy "Wal" szótőt (Vallónia Germania inferor római provincia része volt).
A frank Meroving dinasztia a vallóniai Tournaiból származott, és a Karoling dinasztia gyökerei is Liège környékéről erednek. A francia nyelv eredetét is Vallóniába (és Észak-Franciaországba) teszik.
A "vallon" kifejezést használták a 18.-19. században Hollandiába emigrált franciaajkúakra is, például a "vallon egyházközség" Holland-Limburg megyében.
A mai közfelfogásban (és a vallon idegenforgalmi reklámokban is) Vallónia "pays de vallées", "a völgyek országa".

## Film
A vallon filmeket gyakran sorolják a szocio-realista stílusba – az olyanokat mint a Darden Fivérek, vagy a Benoît Házaspár, és Patric Jean szocio-dokumentarista művei. A másik oldalon ott vannak Thierry Zéno – Vase de Noces -(1974), Mireille, és egyéb fiatalok – Jean-Marie Buchet-től (1979). C'est arrivé près de chez vous – magyar címe: Veled is megtörténhet – Rémy Belvaux-tól és André Bozel (1992), valamint az extravagáns Noël Godin és Jean-Jacques Rousseau. Vallónia sajnos nem rendelkezik filmmúzeummal. Nincsenek projektek, melyek a kísérleti filmművészetet támogatnák (experimentális film, underground, vagy egyszerűen csak más, szokatlan tartalmi vagy formai próbálkozások számára). Létezik ugyan egy ún. "művészet és esszé" színházi hálózat, de gyakorlatilag a mozi általános nézőközönségét szívja fel.

## Színház
A legenda szerint az ország születéséhez is köze van a színháznak, amennyiben egy operaelőadás egy dalától fellelkesült közönség indította el a szabadságharchoz vezető megmozdulásokat 1830-ban.
A belga (vallon) színház mai művészi szintjéhez nagyban hozzájárult az 1970-es évek jeune théâtre (vö: alternatív színház) megújító hatása, vezetői ma jórészt a hivatalos kőszínházakat irányítják.
Vallónia-Brüsszelben a támogatások rendszere szerint ma megkülönböztetnek contrat-programme, conventionné és subventionné fokozatokat, ez a rendszer más-más támogatási rendszerben más-más kötelezettségeket ír elő a színházaknak (előadásszám stb.) A fenti rendszerbe tagozódnak a centre dramatique-ok is, melyek számos egyéb funkció ellátása mellett kissé a magyar fogalmak szerinti befogadószínházakra emlékeztetnek, ez Brüsszelben a Théâtre Varia.
Vallónia-Brüsszel legtekintélyesebb prózai színháza a Théâtre National de la Communauté Française Brüsszelben (régebbi nevén Théâtre National de Belgique), igazgatója 1991 óta Philippe van Kessel, dalszínháza a Th. Royal de la Monnaie, jelentős színházak még: Théâtre de la Place(Liège), Les Voyageurs (Arlon), Centre dramatique hainuyer (Mons), Théâtres de Namur, Baladins du Miroir, Ancre (Charleroi), Atelier Jean Vilar (Louvain-la-Neuve), ill. Brüsszelben: Théâtre de Poche, Théâtre les Tanneurs, Th. de la Balsamine, Le Rideau de Bruxelles, Comédie Claude Volter, Th. 140, Th. Royal du Parc, Théâtre Royal des Galeries.
Vallónia-Brüsszelben ma öt akkreditált főiskolán képeznek színészeket, ez jelentős túlképzéshez vezet (összevetésül Olaszországban ill. Franciaországban is 5-5 szakfőiskola működik).
Vallónia németlakta területén működik a német (germanophone) közösség hivatásos színháza is, a Theater Agora.
Számos fesztiváljából említendő a Bruxellons!, a Kunstenfestivaldesarts, a Festival de Th. Spa.
Kifejezetten erős a gyermekszínházi élet (théâtre pour jeunes publics). Számos korosztályos fesztiváljukból megemlítendő a Noël au Théâtre karácsonyi eseményét, akárcsak a magyar nyelvterületen hagyomány nélküli théâtre action műfaja is.
A belga színházművészet a (magyar megközelítésben peremhelyzetű) társművészeteket is támogatja: arts du cirque, arts forains, arts de la rue, számos szakmai szövetséggel.